# Falie
Een falie is een middeleeuws en in de negentiende of twintigste eeuw in onbruik geraakt dameskledingstuk.

## Beschrijving
Het is een grote rechthoekige zwarte doek die als hoofddoek kan worden gebruikt of los over de schouders kan worden gedragen. De falie heeft veel overeenkomsten met een huik en wordt in sommige literatuur beschouwd als de opvolger daarvan. De afmetingen zijn ca. 3 meter, afhankelijk van de lichaamslengte van de vrouw, bij ca. 1 meter. Aan de korte zijden was de doek afgezoomd met franje of iets soortgelijks. Vrouwen droegen dit kledingstuk onder andere bij het ter kerke gaan. Men kon het gehele lichaam tot aan de enkels in een falie hullen, met het gezicht vrijwel geheel verborgen. Bij het dragen werd het kledingstuk aan de ondermuts bevestigd met een speld, of het werd los over de schouders gehangen. Aan de voorzijde werd het met de handen bij elkaar gehouden. Er waren, streekafhankelijk, verschillende draagwijzen.

## Gebruik
Van de middeleeuwen tot eind 17e eeuw was de falie een kledingstuk van (onder anderen) de begijnen. In Leiden heette een van de  begijnhoven dan ook het "Faliede Bagijnhof". In Maastricht bevond zich het Faliezustersklooster.
De falie was in delen van de Nederlanden onderdeel van de rouwdracht. In sommige delen van het land droeg men tot in het begin van de twintigste eeuw een falie als rouwkleding. Omdat een falie een kostbaar kledingstuk was dat niet iedereen kon bezitten, werden falies verhuurd. Aan het gebruik van het kledingstuk kwam (in elk geval in Helmond tijdens een cholera-epidemie) een einde in 1866, door het vermoeden van besmetting via gehuurde falies. 

## Naam
De herkomst van de naam van het kledingstuk is onbekend. Mogelijk is het afgeleid van het Oudfranse woord "faille", de benaming van een lange sluierdoek. De oorsprong waarvan beide woorden zijn afgeleid zou het Latijnse woord "velum" zijn.
Volgens het Genootschap Onze Taal is de uitdrukking "iemand op zijn falie geven" van dit kledingstuk afgeleid. De letterlijke betekenis van die uitdrukking was "iemand op het hoofd en/of het bovenlijf slaan".